# Dusona similator
Dusona similator är en stekelart som beskrevs av Hinz 1994. Dusona similator ingår i släktet Dusona och familjen brokparasitsteklar. Inga underarter finns listade i Catalogue of Life.